# Этбин Килдарский
Этбин (VI век) — отшельник Килдарский. День памяти — 19 октября.

## Биография
Святой Этбин (Ethbin) родился на острове Британия в благородной семье. Он лишился отца в возрасте примерно пятнадцати лет и был отдан на воспитание святому Самсону, игумену Дольскому (Бретань). Однажды во время богослужения он услышал слова: «Тот, кто не оставит всё то, чем владеет, не может быть моим учеником», и принял решение оставить мир. Будучи диаконом, он испросил разрешения на это у правящего епископа и удалился в 554 году в монастырь Таурак (Taurac), где его духовным наставником стал святой Винвалоэ. Их община была рассеяна в результате нашествия франков в 556 году, вскоре после чего святой Винвалоэ скончался. Считается, что св. Этбин после этого отправился в Ирландию, где поселился отшельником в лесу Нектенсис (Nectensis, место не установлено), что около Килдара, где пробыл около 20 лет. Имеется также мнение, что он пребывал не в Ирландии, а в Санлисе, именовавшемся ранее Сильванектенсис (Silvanectensis).

## Тропарь святому Этбину, глас 8
As a disciple of our Father Samson,/
thou wast radiant in thy asceticism, O Father Ethbin,/
and having been driven out of Tantac by the unruly Franks/
thou didst seek refuge in the remoteness of Erin's green desert./
Wherefore, O Saint, pray for us that we may not be swayed from our course,/
despite all difficulties, that our souls may be saved.

## Источник
- Кельтские и староанглийские святые